# پیپر لوگان
پیپر لوگان (انگلیسی: Piper Logan؛ زادهٔ ۱۳ ژوئیهٔ ۲۰۰۱) بازیکن زن راگبی ۷ نفره اهل کانادا است.
وی در مسابقات کشوری و بین‌المللی در مجموع برندهٔ ۲ مدال نقره شده است.